# Кандит Дъгарадин
Кандит Дъгарадин или Дагарадин е български революционер.

## Биография
Кандит Дъгарадин е роден в 1830 година в село Банско. По професия е майстор златар и търгува с украшения из Османската империя. През месец март 1876 година става ръководител на създадения революционен комитет в Банско и дейно участва в подготовката на въстание в Разложко. Поддържа връзки с войводата Георги Бенковски, Тодор Каблешков, а има сведения, че се е срещал и с Васил Левски.
При разгрома на революционната мрежа в Разложко, Хаджи Кандит е арестуван заедно с другите ръководители и изправен пред военен съд в Неврокоп. Смятан за водач на подготвяния бунт, Хаджи Кандит е подложен на изключително тежки мъчения – затварян е в тесен клозен с набити гвоздеи. Той открито заявява, че е участвал в подготовката на бунта и съжалявал, че не му се е удало да вземе участие в него, но не издал никакво друго име. Преди края на процеса Пловдивският военен съд изисква Хаджи Кандит и Филип Стоянов за очна ставка с Кузман Поптомов, който е в Пловдивския затвор. След очната ставка, Стоянов е върнат в Неврокоп, а Хаджи Кандит е осъден на смърт. В деня на екзекуцията в Пловдив пристига комисия със султански ферман за помилване. Началникът на гарата, арменец, веднага уведомява комисията, че вече няколко души са откарани за бесене над Марица и българите са спасени в последния момент. Хаджи Кандит се връща в Банско точно на помена за 40 дни от смъртта му.
Хаджи Кандит Дъгарадин е един от ръководителите и деен участник в Кресненско-Разложкото въстание, което пламва в Разложко на 8 ноември 1878 година. Убит е при опит за грабеж в дома, в който живее, в 1909 година.
Къщата, в която е живял в Банско, известна като Радоновата къща, днес е историко-етнографски комплекс.